# Torquat Tasso

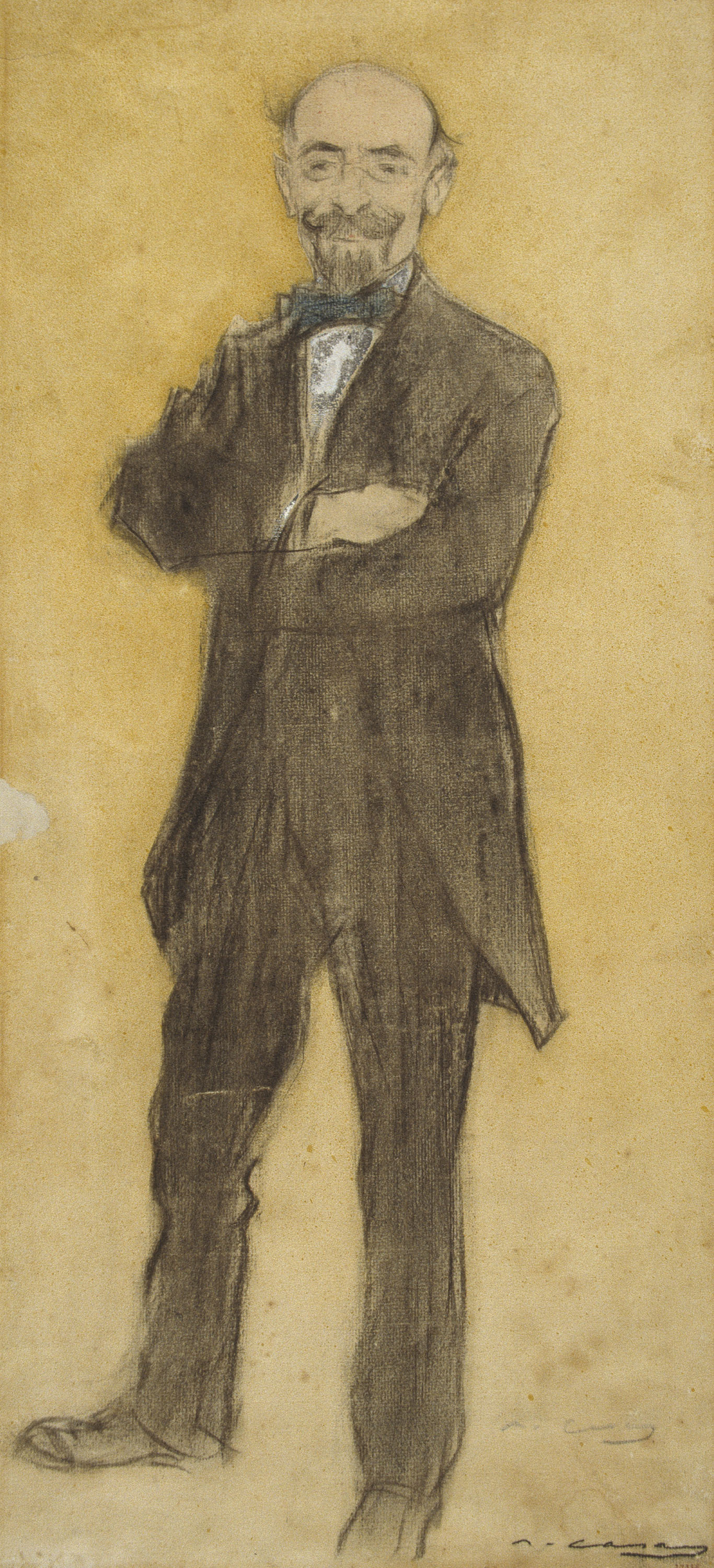
Tasso visto por Ramón Casas (MNAC).

Torquat Tasso i Nadal (Barcelona, 1852 - Buenos Aires, 1935) fue un escultor español. 

## Biografía

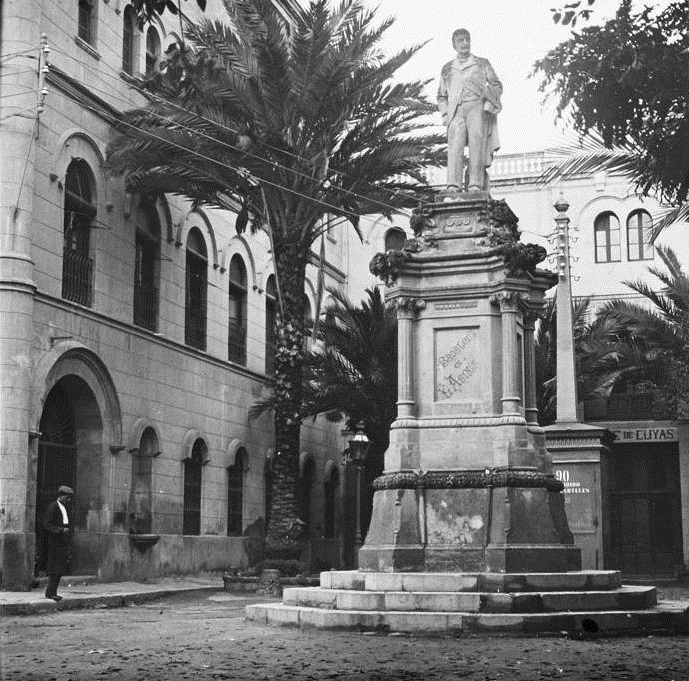
Monumento a Evaristo Arnús, obra de Tasso ubicada en Badalona, inaugurada el 11 de mayo de 1895 y, posteriormente, destruida durante la guerra civil.

Discípulo de Rossend Nobas, estudió en la Escuela de la Lonja. Amplió sus estudios en Roma, donde residió cuatro años gracias a una beca. Participó en diversas exposiciones de Madrid, Barcelona y París. Fue uno de los artistas encargados de diversas obras para la Exposición Universal de Barcelona de 1888. Posteriormente se instaló en Buenos Aires, donde fue profesor de escultura en la universidad y realizó diversas obras por encargo de instancias oficiales.
Entre sus principales obras se encuentran:
- Antonio Viladomat, del conjunto de personajes del Salón de San Juan, actual Paseo de Lluís Companys (1887). Restaurada en 1949 por Frederic Marès.
- A Joan Güell i Ferrer (1888), junto a Rossend Nobas, Eduard B. Alentorn, Maximí Sala Sánchez y Francisco Pagés Serratosa (Tasso se encargó de la alegoría de la Industria). Original destruido durante la Guerra Civil, fue reconstruido por Frederic Marès.
- Apoteosis de las Ciencias y las Artes (1888), en el Arco de Triunfo de Barcelona.
- Genio alado, en el Club Español de Buenos Aires

## Obra
Cristina Rodríguez-Samaniego mapeó la obra de Tasso en Argentina (2014)